# Pimelodella pappenheimi
Pimelodella pappenheimi är en fiskart som beskrevs av Ahl 1925. Pimelodella pappenheimi ingår i släktet Pimelodella och familjen Heptapteridae. IUCN kategoriserar arten globalt som livskraftig. Inga underarter finns listade i Catalogue of Life.